# Гурийско-Мингрельская епархия
Гури́йско-Мингре́льская епархия — епархия Грузинского экзархата Русской православной церкви. Епархиальный центр — город Поти.

## История
Епархия образована в 1885 году путём слияния территорий Гурийской и Мингрельской епархий Грузинского экзархата. Охватывала территории западногрузинских исторических провинций: Мегрелии, Гурии, Сванетии и Одиши, Аджарии, Шавшети, Кларджети, Имерхеви, Колы, Артаани, Олтиси.
В 1901 годы в Гурийско-Мингрельской епархии насчитывалось около 322 тысяч исповедующих православие, 352 прихода (358 причтов), 458 церквей (4 собора, 352 приходские, 90 приписных, 2 кладбищенские, 8 домовых, 2 при учебных заведениях), где служили 8 протоиереев, 425 иереев, 90 диаконов, 375 псаломщиков.
На территории Гурийско-Мегрельской епархии были открыты 2 мужских духовных училища (Мингрельское и Озургетское), 141 церковно-приходское попечительство, 7 церковных библиотек, 135 церковно-приходских школ и 16 школ грамоты, 4 монастырские школы. Действовали епархиальные канцелярия и попечительство о бедных духовного звания.
В начале XX века в связи с проектом реорганизации Церкви на Кавказе планировалось выделить из состава епархии Сванетию, включив её в состав Сухумской епархии, поскольку путь в Сванетию от Кутаиси и Рачи был открыт только в летние месяцы, а строящееся со стороны побережья Чёрного моря по реке Ингури шоссе обеспечило бы круглогодичный доступ в Сванетию.
Гурийско-Мингрельская епархия прекратила существование в связи с упразднением Грузинского Экзархата РПЦ в 1917 году.

## Епископы
- 25 марта 1886 — 20 марта 1898 — Григорий (Дадиани)
- 20 марта 1898 — 4 ноября 1903 — Александр (Окропиридзе)
- 4 ноября 1903 — 16 апреля 1905 — Димитрий (Абашидзе)
- 25 сентября 1905 — 1 февраля 1908 — Георгий (Аладашвили)
- 1 февраля 1908 — 14 октября 1918 — Леонид (Окропиридзе)

## Монастыри
- Джуматский монастырь во имя архистратига Михаила (мужской; село Дзириджумати, Озургетский уезд)
- Иоанно-Крестительская пустынь (мужской; село Амаглеба, Озургетский уезд)
- Мартвильский монастырь в честь Успения Пресвятой Богородицы (мужской; село Мартвили, Сенакский уезд)[1]
- Нахаребовский монастырь в честь Благовещения (мужской; село Нахаребо, Сенакский уезд)
- Хопский (Хобский) монастырь в честь Успения Пресвятой Богородицы (село Хопи, Зугдидский уезд)
- Шемокмедский Спасский монастырь (мужской; село Шемокмеди, Озургетский уезд)[2]
- Теклатский монастырь в честь Рождества Пресвятой Богородицы (женский; село Теклати, Озургетский уезд)
- Джихетская женская община (местечко Джихети, Озургетский уезд).